# Franziska van Almsick
Franziska van Almsick (Oost-Berlijn, 5 april 1978) is een voormalig internationaal topzwemster uit Duitsland. Ze werd meervoudig wereldkampioene en Europees kampioen in diverse zwemdisciplines. In de jaren negentig van de 20e eeuw een veel besproken sportvrouw, die dan ook veelvuldig opdook in de media. In totaal won het voormalige wonderkind tien olympische medailles, maar geen daarvan had de gouden kleur. Van Almsick vestigde meerdere wereldrecords, onder meer op haar favoriete afstand, de 200 meter vrije slag.
Franziska van Almsick, door de fans en media ook Franzi genoemd begon op 5-jarige leeftijd met zwemmen. Op 7-jarige leeftijd werd ze toegelaten tot het zwemtrainingscentrum van Oost-Berlijn, waar ze toentertijd de jongste was. Snel hierna kwam ze op de Kinder- und Jugendsportschule (KJS) van de DDR waarna ze op 11-jarige leeftijd op de Kinder- und Jugendspartakiade negen gouden medailles behaalde. Sinds 1996 traint ze bij SG Neukölln Berlin onder leiding van Norbert Warnatzsch en daarvoor bij SC Berlin bij Dieter Lindemann.
In 1992 maakte ze haar internationale doorbraak. Ze begon het jaar met een overwinning bij de wereldbekerwedstrijden en verbeterde het wereldrecord op de 50 m vrije slag. Later dat jaar won ze op 14-jarige leeftijd bij de Olympische Spelen van Barcelona haar eerste olympische medailles. Ze behaalde zilver op de 200 m vrije slag en de 4 x 100 m vrije slag. Op de 200 m vrije slag en de 4 x 100 m wisselslag moest ze genoegen nemen met een bronzen medaille. In datzelfde jaar werd ze verkozen tot Duits zwemster van het jaar en jeugdsporter van het jaar.
Afscheid van de wedstrijdsport nam Van Almsick in 2004, bij de Olympische Spelen in Athene.
Bij de Olympische Zomerspelen 2008 in Peking en de Olympische Zomerspelen 2012 in Londen werkte ze bij de ARD als co-verslaggever. In 2006 werkte ze voor RTL als verslaggeefster van Formule 1-races.

## Privé
Tijdens haar sportcarrière nam ze aan diverse fotoshoots deel. Zo poseerde ze tweemaal in het Britse mannenmagazine Maxim. Van 2000 tot 2004 had ze een relatie met handballer Stefan Kretzschmar. Met haar huidige levenspartner Jürgen B. Harder kreeg ze een zoon die in 2007 werd geboren. In 2004 verscheen een biografie getitel Aufgetaucht.

## Titels
- Wereldkampioene 200 m vrije slag - 1994
- Wereldkampioene 4 x 200 m vrije slag - 1998
- Europees kampioene 50 m vrije slag (korte baan) - 1993
- Europees kampioene 100 m vrije slag (korte baan) - 1993, 1995, 2002
- Europees kampioene 200 m vrije slag (korte baan) - 1993, 2002
- Europees kampioene 400 m vrije slag (korte baan) - 1995
- Europees kampioene 4 x 100 m vrije slag (korte baan) - 1993, 1995, 1999, 2002
- Europees kampioene 4 x 200 m vrije slag (korte baan) - 1993, 1995, 1999, 2002
- Europees kampioene wisselslag (korte baan) - 1993, 1995, 2002
- Europees kampioene 50 m vrije slag (lange baan) - 1992
- Europees kampioene 4 x 50 m vrije slag (lange baan) - 1992
- Europees kampioene 4 x 50 m wisselslag (lange baan) - 1992, 1998

## Persoonlijk records
- 50 m vrije slag – 25,40 (1994)
- 100 m vrije slag – 54,39 (2002)
- 200 m vrije slag – 1.56,64 (2002)
- 100 m vlinderslag – 59,15 (2002)
- 200 m vlinderslag – 2.10,58 (2000)

## Medailles

### Olympische Spelen
- 1992:  100 m vrije slag
- 1992:  200 m vrije slag
- 1992:  4 x 100 m vrije slag
- 1992:  4 x 100 m wisselslag
- 1996:  200 m vrije slag
- 1996:  4 x 100 m vrije slag
- 1996:  4 x 200 m vrije slag
- 2000:  4 x 200 m vrije slag
- 2004:  4 x 100 m wisselslag
- 2004:  4 x 200 m vrije slag

### WK
- 1994:  100 m vrije slag
- 1994:  200 m vrije slag
- 1994:  4 x 100 m vrije slag
- 1994:  4 x 200 m vrije slag
- 1998:  4 x 200 m vrije slag
- 1998:  4 x 100 m vrije slag

### EK lange baan
- 1993:  50 m vrije slag
- 1993:  100 m vrije slag
- 1993:  200 m vrije slag
- 1993:  100 m vlinderslag
- 1993:  4 x 100 m vrije slag
- 1993:  4 x 200 m vrije slag
- 1993:  4 x 100 m wisselslag
- 1995:  100 m vrije slag
- 1995:  400 m vrije slag
- 1995:  50 m vrije slag
- 1995:  100 m vlinderslag
- 1995:  4 x 100 m vrije slag
- 1995:  4 x 200 m vrije slag
- 1995:  4 x 100 m wisselslag
- 1999:  4 x 100 m vrije slag
- 1999:  4 x 200 m vrije slag
- 1999:  4 x 100 m wisselslag
- 2002:  100 m vrije slag
- 2002:  200 m vrije slag
- 2002:  4 x 100 m vrije slag
- 2002:  4 x 200 m vrije slag
- 2002:  4 x 100 m wisselslag

### EK korte baan
- 1992:  50 m vrije slag
- 1992:  4 x 50 m vrije slag
- 1992:  4 x 50 m wisselslag
- 1998:  200 m vrije slag
- 1998:  4 x 50 m wisselslag

## Onderscheidingen
- Duits zwemster van het jaar : 1992, 1993, 1994, 1995, 2002
- Jeugdsporter van het jaar: 1992
- Bambi 1992, 2002
- Wereldsportvrouw van het jaar: 1993 (AIPS)
- Europees sportvrouw van het jaar: 1993
- Wereldzwemster van het jaar: 1993
- Europees zwemster van het jaar: 1993, 1994, 2002
- Duits sportster van het jaar: 1993, 1995, 2002
- Maxim-Woman of the year (Sport) 2002

- Gemeinsame Normdatei: 119114879
- International Standard Name Identifier: 0000 0000 7260 4461
- Système universitaire de documentation: 11241480X
- Virtual International Authority File: 95286908
- WorldCat: E39PBJxmBkTx3fcKB6Bgqcfwmd